# Sergio Pellizzaro
Sergio Pellizzaro est un footballeur italien né le 1er mars 1945 à Montebello Vicentino. Il évoluait au poste de milieu de terrain.

## Biographie
Sergio Pellizzaro évolue en Italie durant toute sa carrière,,.
Il est joueur du Mantoue 1911 et dispute ses premiers matchs de première division lors de la saison 1963-1964,.
Il est transféré à l'Empoli FC qui évolue en Serie B lors de la saison 1964-1965,.
Reléguée à l'issue de la saison 1965-1966, le club remporte la Serie B à la fin de la saison 1966-1967,.
Lors de la saison 1966-1967, Pellizzaro est joueur de l'AS Rome,.
Après cette saison, il devient joueur de l'US Catanzaro,.
De 1968 à 1970, il évolue sous les couleurs du Palerme FC,. Lors de la saison 1968-1969, il inscrit dix buts en Serie A avec cette équipe. Il se met en évidence lors de la double confrontation face à l'Atalanta Bergame, en étant l'auteur d'un triplé lors du match aller, puis d'un doublé lors du match retour.
Pellizzaro est ensuite transféré à l'Inter Milan en 1970, mais ne reste que peu de temps avant de retrouver Palerme qu'il représente jusqu'en 1971,.
Il revient à l'Inter lors des saisons 1970-1971 et 1971-1972. Avec l'Inter, il est sacré Champion d'Italie en 1971,.
Il est également finaliste de la Coupe des clubs champions lors de la saison 1971-1972. L'Inter perd la finale contre l'Ajax Amsterdam sur le score de 0-2,.
De 1972 à 1974, il joue au sein de l'Atalanta Bergame,.
En 1974, il rejoint l'AC Perugia, club qu'il représente deux saisons,.
Pellizzaro joue durant ses deux dernières saisons au sein du Rimini FC,,.
Il dispute durant sa carrière un total de 128 matchs pour 24 buts marqués en première division italienne. Au sein des compétitions européennes, il dispute sept matchs de Coupe des clubs champions et une rencontre de Coupe des villes de foire.

## Palmarès
Inter Milan
| - Championnat d'Italie (1) : - Champion : 1970-71. |  | - Coupe des clubs champions : - Finaliste : 1971-72. |